# William Bradford (1719–1791)
William Bradford, född 1719, död 25 september 1791, var amerikansk boktryckare och officer i amerikanska revolutionen.
Han föddes i New York. Han var sonson till boktryckaren William Bradford. Först arbetade han för farbrodern Andrew Bradford, som också var boktryckare. År 1741 åkte han till England och återvände följande år med utrustning för att öppna ett eget boktryckeri i Philadelphia.
Han publicerade The Pennsylvania Journal. Tidningens första nummer utkom den 2 december 1742.
Kontinentala kongressen utnämnde Bradford 1774 till kongressens officiella boktryckare. I den egenskapen tryckte han de första resolutionerna och övriga officiella dokument. Men när kriget på allvar började, lämnade han boktryckandet åt sonen och gick med i Pennsylvanias milis. I kriget blev han major och senare överste. Han sårades i slaget vid Princeton. Han deltog också i slagen vid Trenton och Fort Mifflin. I och med de brittiska truppernas reträtt från Philadelphia lämnade han armén och återvände till staden.
Sonen Thomas hade fortsatt att ge ut The Pennsylvania Journal, medan fadern hade varit borta. Nu blev Thomas hans partner och tillsammans expanderade de tryckeriföretaget. Thomas fortsatte familjeföretagets verksamhet efter hans död. En annan son, William, följde honom till armén och blev senare USA:s justitieminister.